# Francisca de Paula Zuloaga
Francisca de Paula Zuloaga Sánchez (1761-1848) fue una reconocida bordadora de origen vasco radicada en la ciudad de Sevilla, donde regentó junto a su hermana Rita uno de los talleres más reconocidos en Sevilla en la primera mitad del siglo XIX, y considerado como parte del inicio del bordado sevillano.

## Obra
- Simpecado procesional de la Hermandad del Amparo de Sevilla (1804-1807).[4]
- Túnica de las Flores para la imagen de Jesús del Gran Poder de Sevilla (1817).[5]
- Terno celeste para la fiesta de la Concepción para la catedral de Sevilla (1819).[2][4]
- Bandera y estandarte de los Cuerpos de Milicias de Sevilla (1821).[2]
- Túnica del delantal para la Hermandad del Silencio de Sevilla (1830-1832).[1]
- Frontal, casulla, dalmáticas y capa para la catedral de Sevilla (1835).[2]
- Manga de cruz de procesiones para la catedral de Sevilla (1836).[2]
- Paño de púlpito y tornavoz para la catedral de Sevilla (1837).[2]
- Seis capas pluviales para los Caperos en el coro de la catedral de Sevilla (1837).[2]
- Saya para la Virgen de las Mercedes de Bollullos Par del Condado (1839).[6]